# Hypsogastropoda
Super-ordre
Les Hypsogastropoda sont un clade marin (ordre, super-ordre ou sous-ordre suivant les classifications) de mollusques prosobranches de la classe des gastéropodes, selon la classification de Bouchet & Rocroi, 2005.

## Description
La taxinomie des gastéropodes étant encore incomplètement comprise, cet ordre n'existait pas dans World Register of Marine Species, qui le considère comme une alternative synonyme des Caenogastropoda, ou une très large sous-partie de ceux-ci. 
En 2025, WoRMS le déclare comme un super-ordre de gastéropodes dans la sous-classe des Caenogastropoda.

## Liste des familles
Selon Bouchet & Rocroi, 2005 :
- infra-ordre Littorinimorpha Golikov & Starobogatov, 1975
- infra-ordre Neogastropoda Milne Edwards, 1848
- infra-ordre Ptenoglossa Gray, 1853